# تئا پراندی
تئا پراندی (ایتالیایی: Thea Prandi؛ ۱۹۲۲ – ۹ ژوئن ۱۹۶۱) یک هنرپیشه و خواننده اهل ایتالیا بود.
از فیلم‌ها یا مجموعه‌های تلویزیونی که وی در آن‌ها نقش داشته است می‌توان به ناپلی‌ها در میلان اشاره نمود.